# Diari de Tarragona

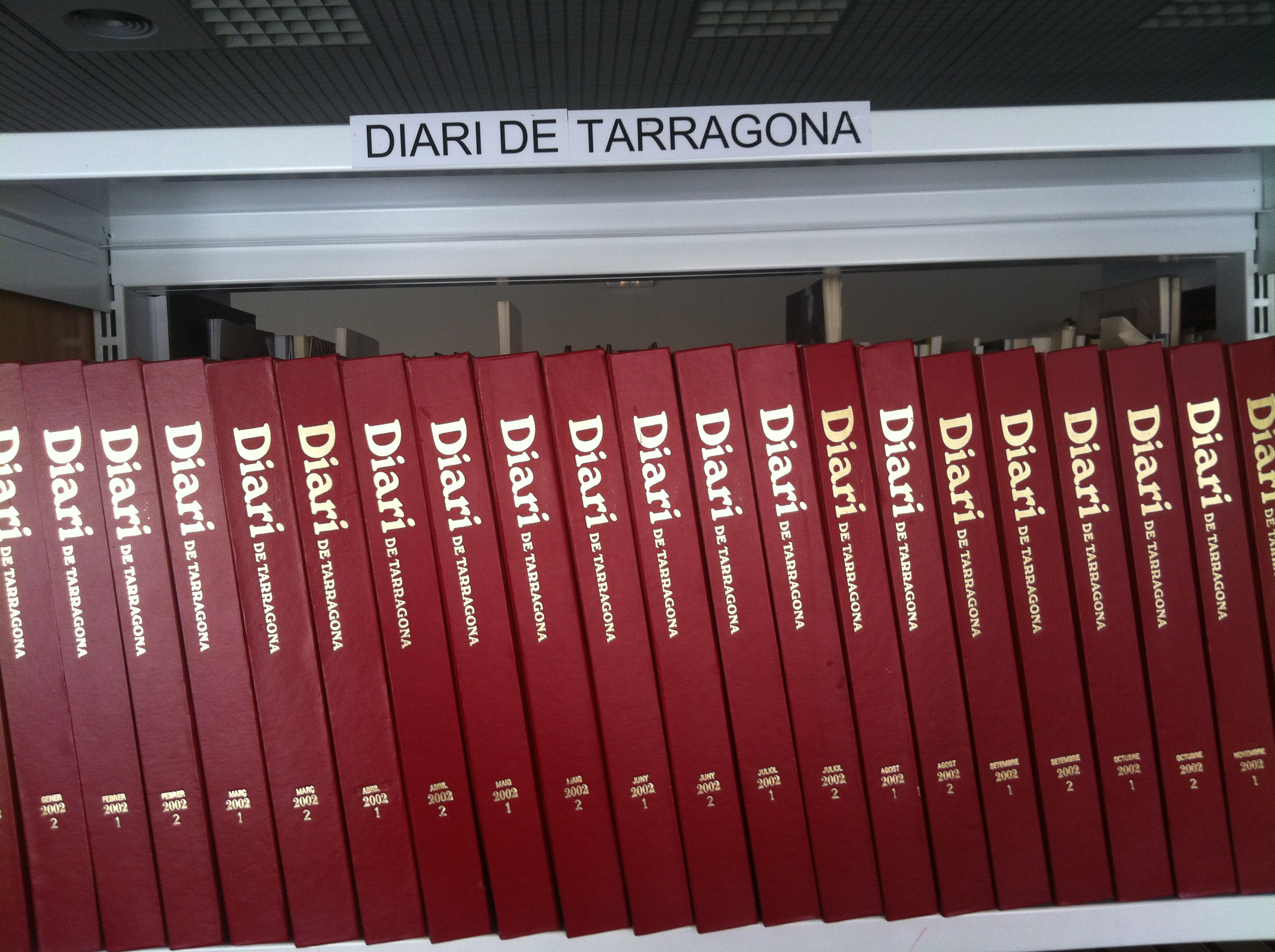
Colección del Diario de Tarragona

El Diari de Tarragona es un periódico español editado en Tarragona. Fue fundado en 1939 como Diario Español,  pocas semanas antes del final de la Guerra civil española. Actualmente es editado en castellano, si bien cuenta con algunos artículos en catalán. Se distribuye en la provincia de Tarragona, con una cobertura informativa de ámbito local y comarcal.

## Historia
El diario sacó su primer número el 17 de enero de 1939, en plena Guerra civil, poco después de que Tarragona fuera ocupada por las tropas franquistas. Fue puesto en marcha por FET y de las JONS a partir de las instalaciones del antiguo Diario de Tarragona. Su primer director fue Luis Climent, que ocupó el cargo entre 1939 y 1941. 
Durante la dictadura franquista el diario formó parte de la Cadena de Prensa del Movimiento, ejerciendo como órgano provincial de FET y de las JONS. Durante largos años sería de hecho el único periódico editado en toda la provincia, lo que le dio una posición de monopolio. Tras la muerte de Franco pasó a integrarse en el organismo público Medios de Comunicación Social del Estado (MCSE). En 1984 fue subastado por el Estado y vendido, siendo adquirido por editores privados.
Posteriormente cambió de nombre y renombrado Diari de Tarragona, introduciendo el catalán en sus contenidos.

## Directores
| - Luis Climent (1939-1941) - José Cusidó Piñol (1942-1949) - Félix Morales Pérez (1949-1951) - Domingo Medrano (1951-1972) - Valentín Domínguez Isla (1972-1973) - Francisco Gutiérrez Latorre (1973-1975) - Pío Gómez Nisa (1975-1980) Integración en MCSE - José M.ª Marcelo Serrano (1980-1981) Falleció en ejercicio del cargo - David del Castillo (1981-1983) - Julio Riquelme (1983-1984) Privatización del diario | - Antoni Coll i Gilabert (1984-2004) - Roberto Villarreal (2004-2005) - Toni Piqué (2005-2006) - Ramón Pedrós (2006-2008) - Jordi Jaria (2008-2009) - Josep Ramon Correal (2009-2019) - Alex Saldaña (2019-2022) - Núria Pérez (2022-2023) - Javier Díaz Plaza (2023-2024) |